# Ilex dimorphophylla
Ilex dimorphophylla är en järneksväxtart som beskrevs av Gen-Iti Koidzumi. Ilex dimorphophylla ingår i släktet järnekar, och familjen järneksväxter. Inga underarter finns listade i Catalogue of Life.

## Bildgalleri

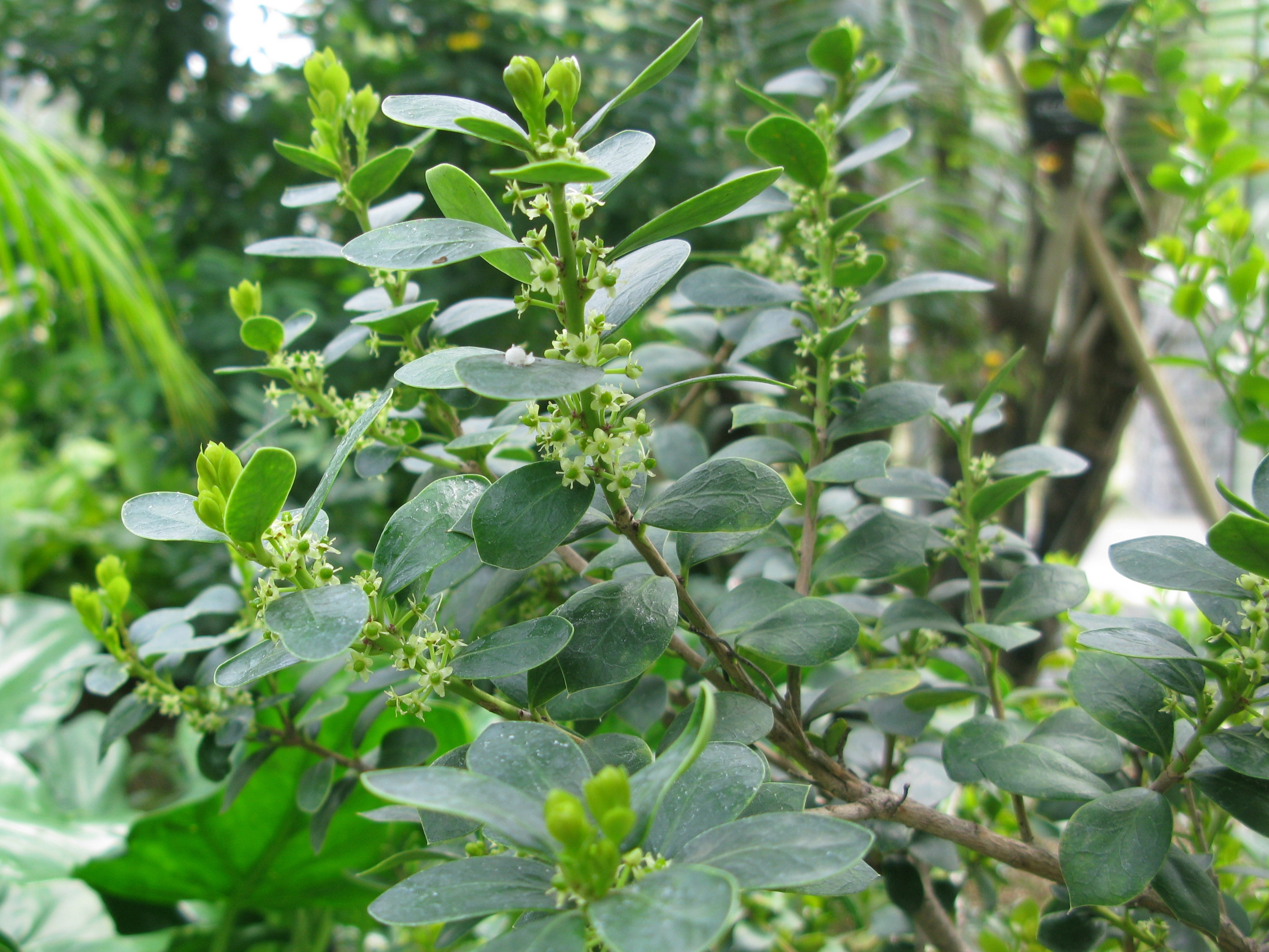
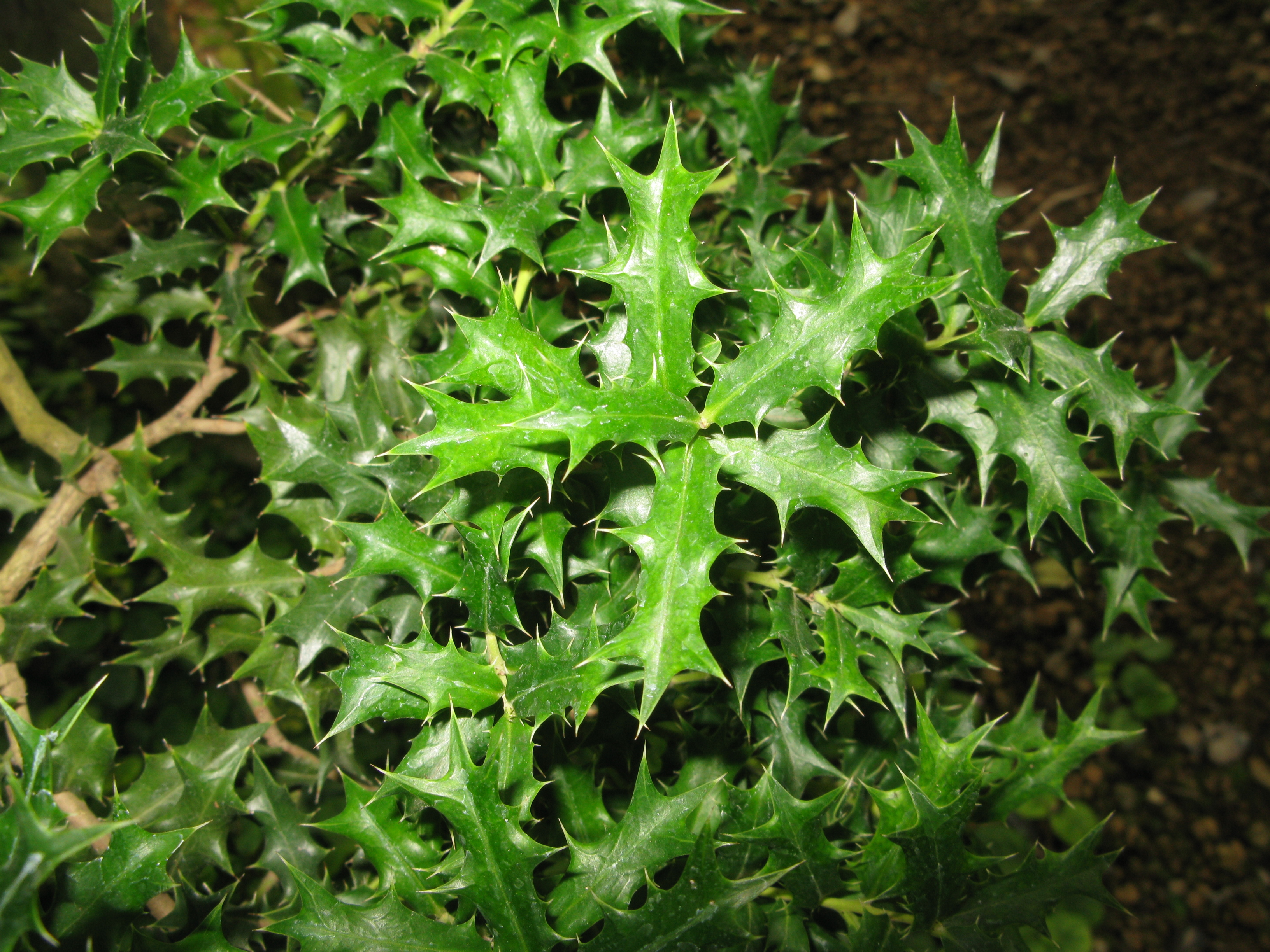